# Потулов, Пётр Ипполитович
Пётр Ипполитович Потулов (13 [25] августа 1841, Псков — 27 апреля [10 мая] 1912, Пенза) — юрист, обер-аудитор флота, прокурор армии и флота, гражданский прокурор, судебный чиновник российской юстиции, тайный советник, общественный деятель, пензенский помещик.

## Биография
Родился 13 августа 1841 года в Пскове. Из потомственных дворян Инсарского уезда Пензенской губернии. Старший сын псковского вице-губернатора, действительного статского советника Ипполита Михайловича Потулова и его жены Софьи Петровны (урожденной Львовой).
С 1854 по 1859 год учился в Императорском Александровском лицее, где числился как своекоштный воспитанник. Выпущен 17 мая 1859 года с чином титулярного советника и причислен по особому высочайшему повелению ко Второму отделению Собственной Его Императорского Величества канцелярии.
Став членом корпорации воспитанников ИАЛ, познакомился с деятелями русского революционного движения и в начале 1860-х годов занимался общественной деятельностью в области народного образования. В частности, П. И. Потулов был знаком с Александром Александровичем Слепцовым (28.09.1836 — 22.06.1906), воспитанником ИАЛ, одним из основателей и членов Центрального комитета тайного общества «Земля и воля». Окончив ИАЛ с чином титулярного советника, с 1856 по 1860 год А. А. Слепцов служил во II-м отделении Собственной Его Императорского Величества канцелярии, с 1860 по 1861 год был причислен к Министерству народного просвещения и являлся одним из организаторов воскресных школ, читален и книжной торговли в С.-Петербурге. С 2.12.1860 года А. А. Слепцов получил разрешение на открытие мужской воскресной школы при с.-петербургском Воздвиженском уездном мужском училище в Ямской, по Лиговскому каналу, у церкви Иоанна Предтечи. Распорядителем Воздвиженской воскресной мужской школы в 1861—1862 годах служил титулярный советник Михаил Николаевич Раевский, воспитанник физико-математического факультета Московского университета, причисленный к Центральному статистическому комитету Министерства внутренних дел, преподавателями — состоящий при II отделении С.Е.И.В. канцелярии коллежский асессор П. И. Потулов, священник Крестовоздвиженской ямской церкви о. Александр Степанович Славинский и воспитанники С.-Петербургской духовной семинарии Илья А. Соколов, Петр А. Соколов, Никанор А. Тихвинский. С 4.01.1862 года в чине коллежского асессора П. И. Потулов назначен, из числа чиновников, причисленных к II-му отделению С.Е.И.В канцелярии, на вакантную должность младшего чиновника отделения. Служил младшим чиновником второго отделения императорской канцелярии с 17.05.1859 по 6.01.1864 года.

### В Морском ведомстве (1864—1869)
С 6.01.1864 по 14.09.1869 год — гражданский чиновник аудиторского и прокурорского надзора Морского министерства. Высочайшим приказом от 6.01.1864 года за № 416, по Морскому ведомству был переведён из младших чиновников II отделения С.Е.И.В. канцелярии в Морское министерство на должность Обер-аудитора Балтийского флота и с этой должности переведён на должность обер-аудитора Управления флота генерал-аудитора Морского министерства. Высочайшим приказом от 1.08.1867 года № 594, по Морскому ведомству, назначен военно-морским прокурором при Кронштадтском военно-морском суде и служил в этой должности по 14.09.1869 года.

### В Военном ведомстве (1869—1871)
С 14.09.1869 по 7.07.1871 года — гражданский чиновник военно-прокурорского надзора Военно-судебного ведомства Военного министерства. Высочайшим приказом от 14.09.1869 года № 40, по Военному министерству, назначен военным прокурором Виленского военно-окружного суда, с переводом в Военно-судебное ведомство Военного министерства. Перевод на службу в Виленский военный округ, где П. И. Потулов прослужит с 1869 по 1875 год, очевидно, был связан со службой в Вильно отца, состоящего, от Военного министерства, членом Виленского военно-окружного совета. Поэтому не случайно, что даже чинопроизводство отца и сына производилось одним приказом. Когда действительный статский советник И. М. Потулов был пожалован в чин тайного советника, то, тем же высочайшим приказом, его сын был пожалован в чин статского советника. Служба П. И. Потулова виленским военным прокурором нашла отражение на страницах «Военного сборника».

### В Министерстве юстиции (1871—1912)
С 7.07.1871 по 27.04.1912 года — чиновник прокурорского надзора и Судебного ведомства Министерства юстиции.
Последующая служба П. И. Потулова, до его смерти, целиком и полностью связана с карьерой судебного чиновника. Высочайшим приказом от 23.05.1871 года № 23, по Военно-судебному ведомству, он был уволен в отпуск за границу, для излечения болезни, в Германию и Швейцарию, на два месяца. По возвращении из отпуска, из Военного министерства переведен в Министерство юстиции, оставшись на службе в Виленской губернии.
С 7.07.1871 по 2.05.1875 года — исполнял должность прокурора Виленской губерний. С 7.07.1871 года переведён в ведомство Министерства юстиции и из военных прокуроров назначен чиновником, состоящим за обер-прокурорским столом, сверх комплекта, во 2-м отделении 3-го департамента Правительствующего Сената, с откомандированием и. д. виленского губернского прокурора.
Начиная с 2.05.1875 года из прокуроров Министерства юстиции служил на руководящих судебных должностях того же ведомства.
С 2.05.1875 по 25.12.1875 год — председатель Виленской соединенной палаты уголовного и гражданского суда. Высочайшим приказом от 25.12.1875 года № 42, по Министерству юстиции, уволен, по прошению, от занимаемой должности, с причислением к министерству. Состоял статским советником при Министерстве юстиции с 25.12.1875 по 26.05.1876 года.
С 26.05.1876 по 20.11.1891 года — член Варшавской судебной палаты, жил и служил в Варшаве.
С 20.11.1891 по 5.02.1899 года — председатель Петроковского окружного суда Варшавского судебного округа, жил и служил в Петрокове.
С 5.02.1899 по 13.05.1906 года — председатель Пензенского окружного суда, жил и служил в Пензе. Некоторые пензенские судебные процессы, в которых председательствовал П. И. Потулов, имели общероссийскую известность, широко освещались на страницах столичных газет и вошли в число громких судебных процессов, включенных в юридическую литературу. Самым сенсационным и известным из таких дел было дело об убийстве и ограблении в Пензе П. Г. Болдыревой (26.11.1824 — 28.03.1894), вдовы генерал-лейтенанта Александра Васильевича Болдырева (1807 — 28.02.1893), известное как «Дело А. Л. Тальма» и «Дело А. Карпова». Второе из них — «Дело А. Карпова», являющееся, по вновь открытым обстоятельствам, продолжением первого, в 1900 году рассматривалось под председательством П. И. Потулова и в 1901 году было передано на рассмотрение 3-го отделения Уголовного кассационного департамента Правительствующего Сената.
С 4.05.1899 по 27.04.1912 года — почётный мировой судья Инсарского уезда Пензенской губернии, с утверждением в этом звании и должности каждое трехлетие.
С 13.05.1906 по 13.02.1912 года — председатель 2-го гражданского департамента Саратовской судебной палаты, жил и служил в Саратове.
Высочайшим приказом от 13.02.1912 года за № 7, по Министерству юстиции, уволен от службы по болезни согласно прошению с мундиром, должности присвоенным. Через два месяца после отставки скончался. Похоронен в Пензе в некрополе Спасо-Преображенского монастыря.
Уволившись с должности председателя департамента Саратовской судебной палаты, П. И. Потулов до кончины оставался почетным мировым судьей родного Инсарского уезда Пензенской губернии. Определением Правительствующего Сената от 16.10.1912 года, исключен, за смертью, из списков почетных мировых судей Инсарского уезда, с 27.04.1912 года.

## Общественная деятельность
Преподавание в воскресной школе при Воздвиженском мужском уездном училище в С.-Петербурге, организованной членами тайного общества «Земля и воля», было не единственным общественным занятием П.И. Потулова. Служба провинциальным чиновником сопровождалась участием в деятельности местных общественных и благотворительных обществ. 
П.И. Потулов служил директором Виленского губернского комитета Общества попечительного о тюрьмах, был членом правления Пензенского местного управления Российского общества Красного Креста и членом правления Саратовского окружного правления Благотворительного общества Судебного ведомства. 
В 1864 году избран членом С.-Петербургского комитета грамотности при Императорском Вольном экономическом обществе. 
В общем собрании от 20.08.1871 года избран действительным членом Северо-Западного отдела Императорского Русского географического общества и, в том же собрании, выразив согласие принять участие в статистических трудах, избран членом Отделения статистики Северо-Западного отдела ИРГО. 
В общем собрании от 9.09.1902 года избран действительным членом Пензенской губернской ученой архивной комиссии и, в том же – 1902 году, состоял членом Пензенской общественной библиотеки им. М.Ю. Лермонтова .

## Чины
- Титулярный советник (17.05.1859; выпуск ИАЛ, причисление к II отд. С.Е.И.В. канцелярии)
- Коллежский асессор (на 4.01.1862; назначение на вакантную должность II отд. C.Е.И.В. канцелярии)
- Надворный советник (26.12.1863; ВП от 26.12.1863 года № 10, по II отд., за отличие)
- Коллежский советник (26.12.1867; ВП от 5.02.1868 г. № 618, по Морскому министерству, за выслугу)
- Статский советник (26.12.1870; ВП от 28.03.1871 г. № 14, по Военному министерству, за отличие)
- Действительный статский советник (13.04.1886; ВП от 13.04.1886 г. № 27, по Министерству юстиции, за отличие)
- Тайный советник (1.01.1904; ВП от 1.01.1904 г. № 1, по Министерству юстиции, за отличие)

## Награды
- Орден Святой Анны 3-й степени (1863)
- Орден Святого Станислава 2-й степени (27.03.1866)
- Орден Святой Анны 2-й степени (29.08.1868)
- Знак отличия «24 ноября 1866. За поземельное устройство бывших государственных крестьян» (1873)
- Орден Святого Владимира 4-й степени (1.01.1882)
- Орден Святого Владимира 3-й степени (1.01.1891)
- Медаль «В память царствования императора Александра III» (1898)

## Семья
П. И. Потулов был женат дважды. От первого брака с N имел дочь, 1868 года рождения. Вторым браком женат на урожденной девице Львовой. Возможно, что она происходила из того же рода, что и мать Потулова. От второго брака имел единственного сына — Сергея (1880 — после 1917) и двух дочерей, 1882 и 1884 годов рождения.
Во время службы в Саратовской губернии, П. И. Потулов проживал вместе с Зинаидой Петровной Потуловой, по-видимому, одной из своих дочерей, имевшей свидетельство домашней учительницы. Зинаида Петровна Потулова в период саратовской службы отца служила преподавательницей французского и английского языков Саратовского коммерческого училища (ул. Константиновская, дом № 84) и учительницей английского языка в Саратовской частной женской гимназии Софии Николаевны Штокфиш (ул. Московская, дом Хватова), дочери действительного статского советника Николая Николаевича фон Штокфиш, члена Саратовского окружного суда с 11.01.1884 года, кавалера ордена Святого Станислава 1-й ст. (23.12.1916).
Сестрой милосердия Пензенской во имя Святой Ольги общины сестер милосердия Российского общества Красного Креста служила Вера Петровна Потулова, по-видимому, другая его дочь. С 20.03.1915 года она была зачислена на службу военного времени сестрой милосердия санитарного поезда № 169.

### Сын
- Потулов Сергей Петрович (1880 — после 1917) — земский деятель, надворный советник, пензенский помещик. С 1898 по 1902 год — студент физико-математического факультета С.-Петербургского университета, по отделению естественных наук, который окончил в 1902 году с дипломом 2-й степени. С 18.10.1902 года определен в службу в Министерство земледелия и государственных имуществ, с причислением к министерству и утверждением в чине губернского секретаря, по диплому 2-й степени. С 10.03.1908 года переведен в Министерство внутренних дел, земским начальником 4-го участка Инсарского уезда Пензенской губернии. По прошению, с 23.08.1908 г. переведен земским начальником 5-го участка того же уезда (23.08.1908 — 26.08.1913). С 26.08.1913 по 31.07.1917 года — непременный член Пензенского губернского присутствия. По ведомству Министерства юстиции с 6.03.1914 года утвержден в звании и должности почетного мирового судьи Инсарского уезда Пензенской губернии на первое 3-летие. С 31.07.1917 года из ведомства Министерства внутренних дел переведен в Министерство юстиции и назначен административным судьей Оренбургского уезда. Надворный советник с 18.10.1915 года. Кавалер ордена Святой Анны 3-й ст. (6.12.1912).